# Сент Џонс (Аризона)
Сент Џонс (енгл. St. Johns) град је у америчкој савезној држави Аризона. По попису становништва из 2010. у њему је живело 3.480 становника.

## Демографија
Према попису становништва из 2010. у граду је живело 3.480 становника, што је 211 (6,5%) становника више него 2000. године.
| Група             | 2000.         | 2010.         |
| Белци             | 2.248 (68,8%) | 2.344 (67,4%) |
| Афроамериканци    | 12 (0,4%)     | 5 (0,1%)      |
| Азијати           | 9 (0,3%)      | 9 (0,3%)      |
| Хиспаноамериканци | 758 (23,2%)   | 879 (25,3%)   |
| Укупно            | 3.269         | 3.480         |